# 無錫極速カタツムリアニメ制作
無錫極速カタツムリアニメ制作会社（むしゃくきょくそくカタツムリアニメせいさくがいしゃ、中国語: 無錫極速蝸牛設計有限責任公司、英語: Fast Snail Animation Productions CO,LTD）は、中華人民共和国のアニメ制作会社。